# 浜原ダム
浜原ダム（はまはらダム）は、島根県邑智郡美郷町、一級河川・江の川水系江の川に建設されたダム。高さ19メートルの重力式コンクリートダムで、中国電力の発電用ダムである。同社の水力発電所・明塚（あかつか）発電所に送水し、最大2万5,000キロワットの電力を発生する。

## 歴史
1951年（昭和26年）、日本の電気事業は国営の日本発送電および配電会社の解体に伴い、9つの民間電力会社に託された。この中で、中国地方を営業エリアとしているのが中国電力である。同社は発足後間もなく「電源拡充5カ年計画」を打ち出し、電源開発の推進を急務としていた。1951年11月、数ある開発予定地点の中で最初に着手されたのが明塚発電所である。これは中国地方最大の大河といわれる江の川本流の下流部に浜原ダムを建設し、これに貯えた水を取り入れるもので、その建設にあたっては建設機械を投入することで作業の効率化を図った。工事は1953年（昭和28年）11月に完成し、明塚発電所が運転を開始した。

## 周辺
JR三江線の浜原駅（廃駅）から江の川に沿って上流に進むと浜原ダムに至る。12門もの水門が川を横切るように整列しており、196メートル――ダムの堤頂長361.4メートルのうち、じつに半分以上が放流のための洪水吐となっている。浜原ダムは江の川の全流域面積3,870平方キロメートルのうち4分の3を超える3,000平方キロメートルから集水しているとあって、洪水時に押し寄せる膨大な量の水を安全に流下させる必要がある。浜原ダムでは1万立方メートル毎秒の洪水を想定して設計されているため、このような形をなしている。
浜原ダムから上流は島根県によって江川水系県立自然公園に指定されており、上流へと細長く伸びるダム湖は釣りの名所にもなっている。当地で有名な漁法がアユの火振り漁である。火を灯したボートの上から水面を竿で打って漁網へと魚を追い込むというもので、古くは大正時代末期に始まり、浜原ダムの建設で一時的に衰退を見せたものの、現在では復活を果たし夏の観光名所である。
浜原ダムから左岸の山を隔てて向こう、JR明塚駅（廃駅）近くに明塚発電所がある。浜原ダムに貯えた水を左岸の取水口から取り入れ、江の川の屈曲部をトンネルでバイパスするかたちで発電所に送水している。このトンネルは内径6.6メートルもあり、さらに終端のサージタンク（差動式）の広さは700平方メートルもある。明塚発電所の最大使用水量110立方メートル毎秒を満足に通水させるためとは言え、建設時には膨大な量の土砂の掘削を必要とした。
明塚発電所の最大出力は2万5,000キロワットであり、これは完成当時において江の川水系の水力発電所としては最大であった。中国電力は1956年（昭和31年）に浜原ダムの上流、JR潮駅付近に潮発電所を完成させている。これは島根県飯石郡飯南町を流れる神戸川に来島ダムを建設し、貯えた水を潮発電所を通じて浜原ダムに供給し始めた。こうした分水嶺をまたいでの水の補給により、明塚発電所における発生電力量の増大に貢献している。さらに1974年（昭和49年）には江の川上流に土師ダムが完成し、江の川から太田川への流域変更によって最大3万6,000キロワットを発生する可部発電所が1975年（昭和50年）に運転を開始した。

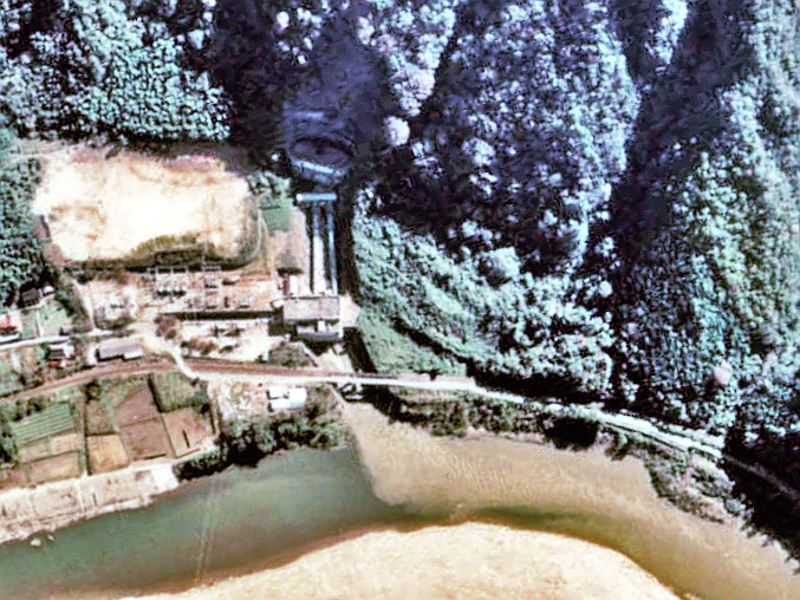
明塚発電所
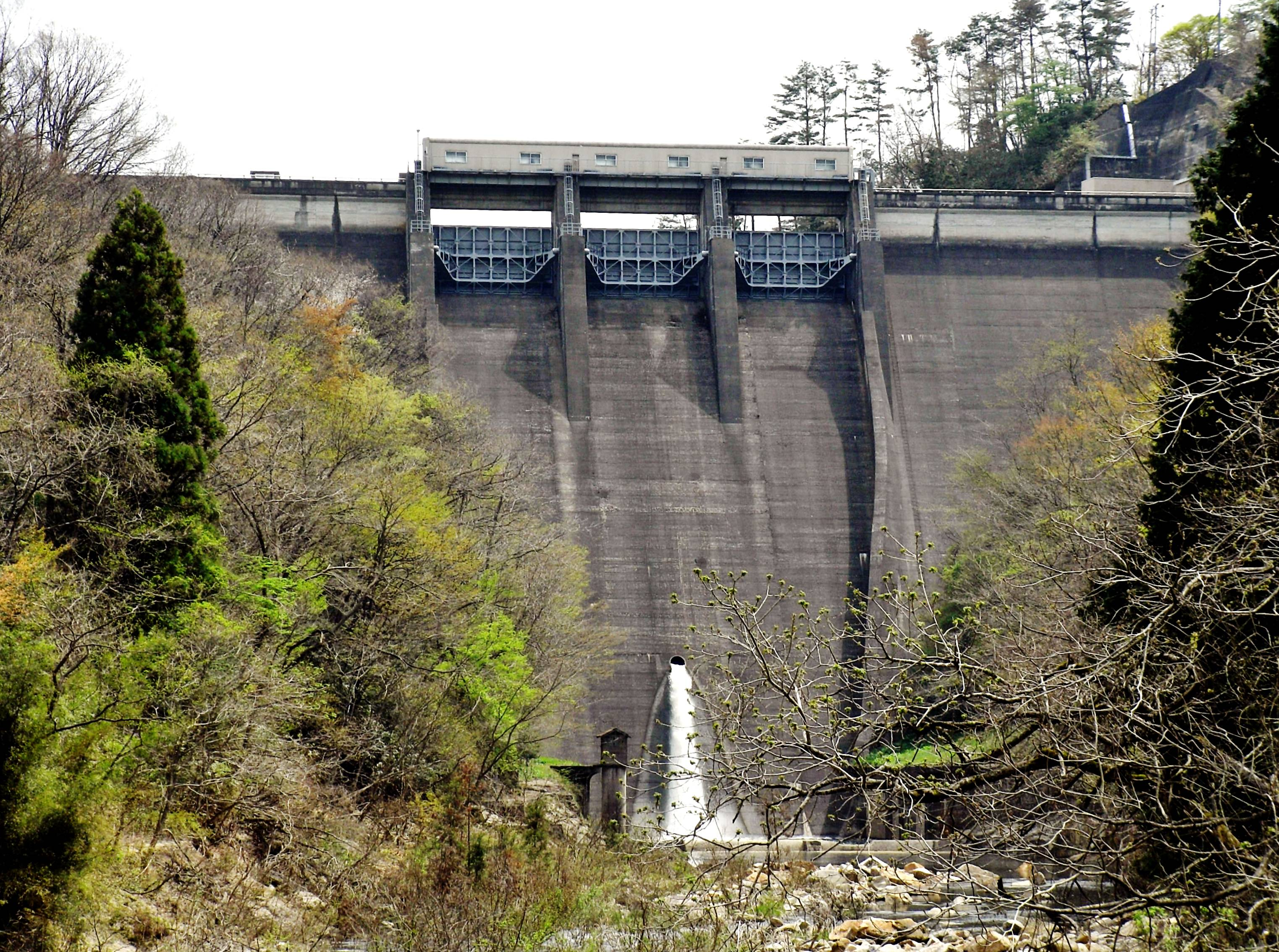
来島ダム
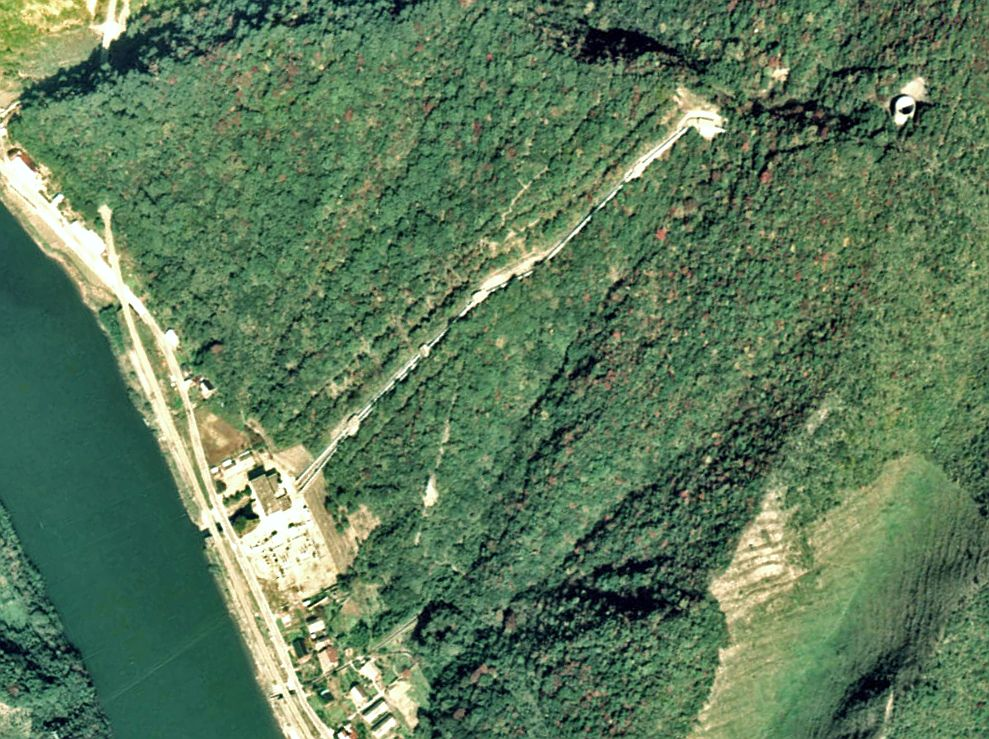
潮発電所